# Pipunculus hertzogi
Pipunculus hertzogi är en tvåvingeart som beskrevs av Wilhelm Ludwig Rapp 1943. Pipunculus hertzogi ingår i släktet Pipunculus och familjen ögonflugor.
Artens utbredningsområde är New Jersey. Inga underarter finns listade i Catalogue of Life.